# Textilmuseum Groß-Siegharts

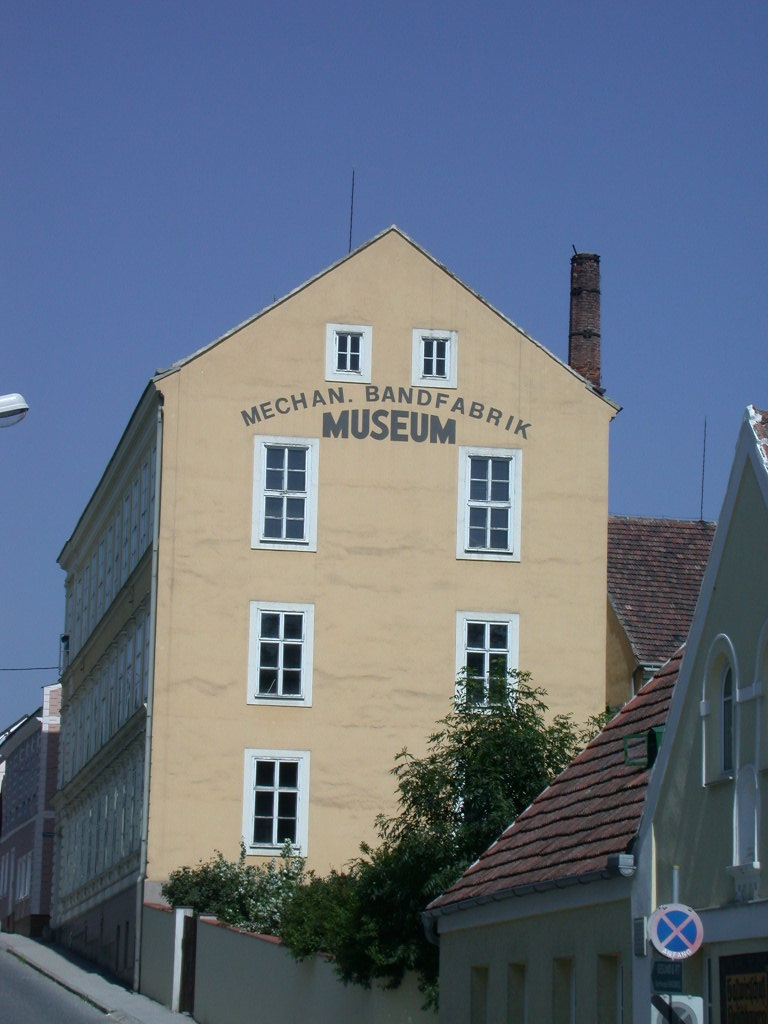
Textilmuseum Groß-Siegharts

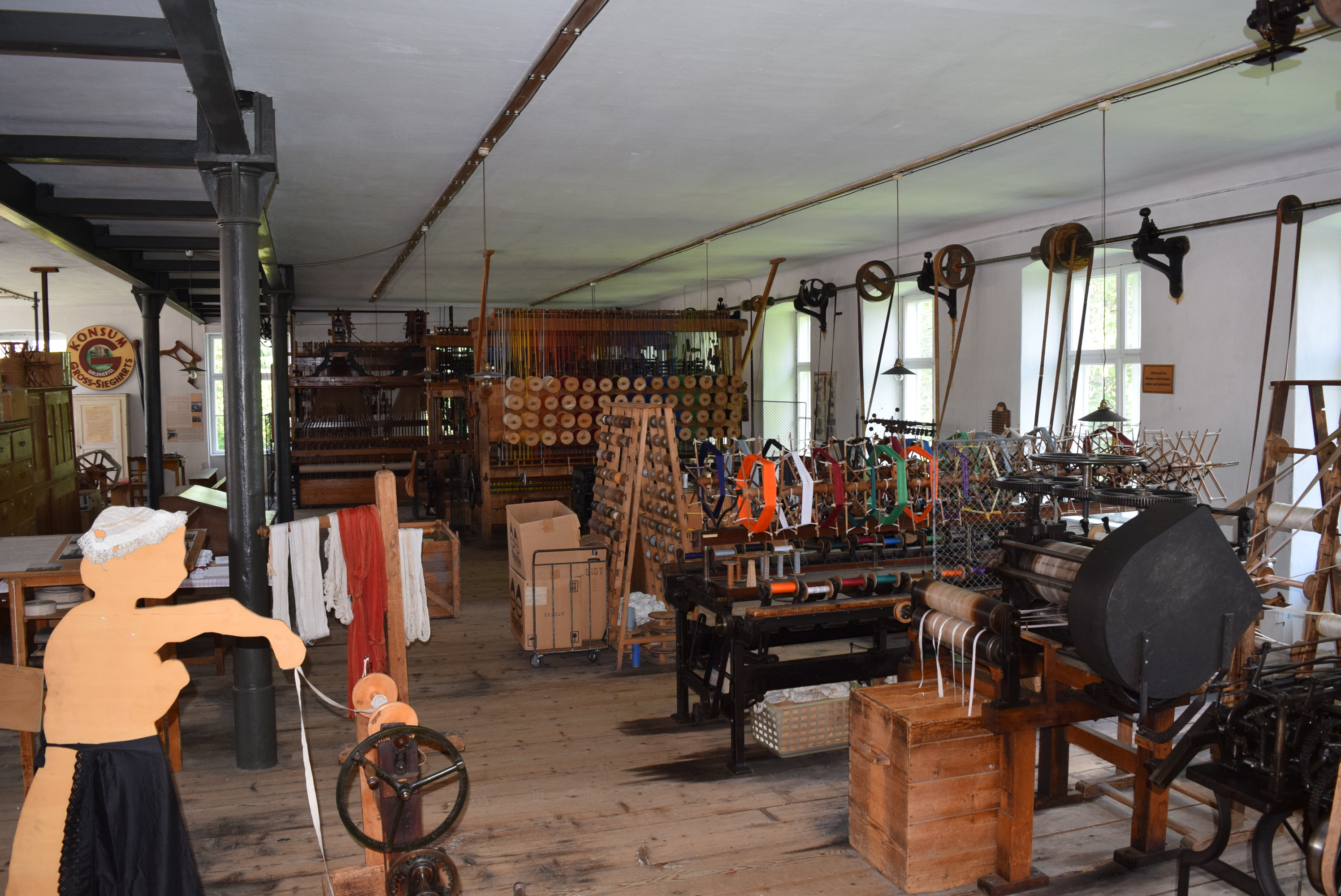
Transmissionsbetriebe Bandwebstühle und Textilmaschinen

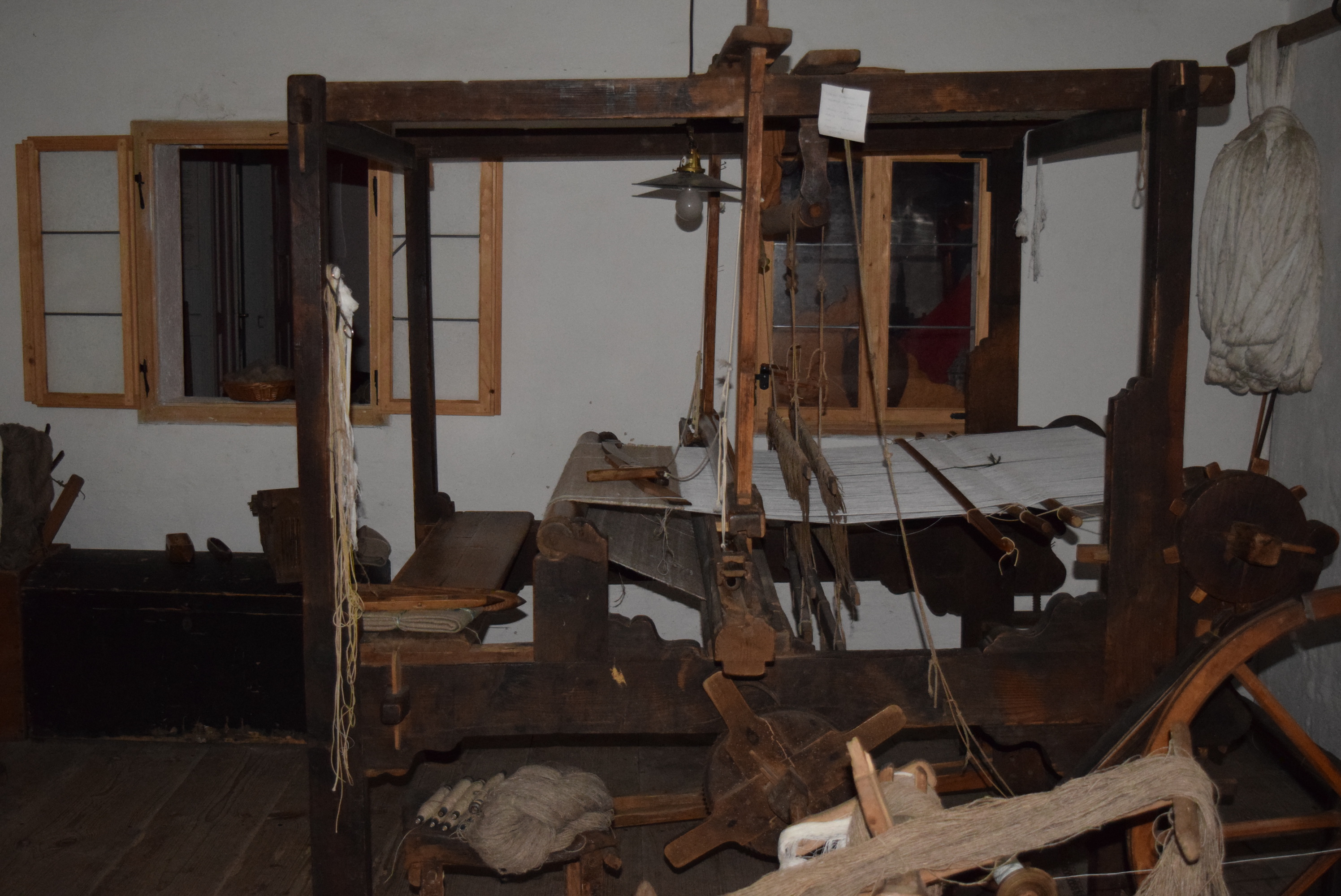
Hauswebstuhl im Weberhaus

Das Textilmuseum Groß-Siegharts in Niederösterreich beschäftigt sich mit der Geschichte der Textilindustrie in der Waldviertler Region rund um die Stadt. Groß-Siegharts wurde ab dem 17. Jahrhundert kontinuierlich zu einem Zentrum der Textilindustrie, bevor in den 1980er Jahren die „Textilkrise“ die meisten Fabriken zusperren und die Betriebe verschwinden ließ.
Das 1988 eröffnete Museum wird von der Stadtgemeinde Groß-Siegharts und dem Verein Forum lebendige Textilgeschichte betrieben.

## Ausstellung
In einem Trakt der ehemaligen Bandfabrik Wagner untergebracht, zeigt das Museum in verschiedenen Stationen allgemeine Informationen über die Herstellung von Textilien und deren geschichtliche Hintergründe. Es zeigt mehrere große funktionierende Webstühle und Produktionsmaschinen, die durch eine funktionierende Transmissionsanlage betrieben werden.
Der 1. Stock des Museums ist ein ehemaliger Websaal, dessen Herzstück eine Transmissionsanlage ist, mit der mittels Lederriemen und Wellen die einzelnen Webstühle und Maschinen angetrieben werden. Sie wurde im Zuge der Einrichtung des Museums rekonstruiert und wird im Rahmen der Museumsführungen eingeschaltet. Sie betreibt eine Garnwinderei, eine Zettelmaschine, eine Spulmaschine, einen Köperbandwebstuhl und einen Jacquardwebstuhl.

## Historischer Hintergrund
Der geschichtliche Bogen beginnt mit einer Nachbildung eines steinzeitlichen Gewichtswebstuhles und spannt sich weiter in eine Zeit, als aus einem einfachen Bauerndorf ein Zentrum der Textilindustrie wurde, dank der merkantilistischen Wirtschaftspolitik und des wirtschaftlichen Geschickes des Grafen Johann Christoph Ferdinand Graf von Mallenthein (1682–1749). Das Museum zeigt ein Weberhaus, mit denen Mallenthein ganze Siedlungen bauen ließ, in denen seine Untertanen Textilwaren produzierten, die über die „orientalische Handelskompagnie“ des Kaisers Karl exportiert wurden. Der Ort Groß-Siegharts erlebte einen immensen Aufschwung und erhielt 1727 das Marktrecht. Die Pragmatische Sanktion beeinflusste die Wirtschaftspolitik und brachte das Ende der orientalischen Handelskompagnie. Somit musste sich auch das Abnehmersystem der Waren der Hausweber ändern. Hier kamen nun die Bandlkramer und Bandlträger ins Spiel – Händler, die die Ware sammelten und dann reisende Händler entsandten, um sie auf Märkten oder von Tür zu Tür zu verkaufen. Die Region um Groß-Siegharts wird aus diesem Grund auch das Bandlkramerlandl genannt.
Um 1848 siedelten sich dann einige große Textilfabriken in Groß-Siegharts an, unter anderem auch die Bandfabrik Wagner, wo heute das Museum untergebracht ist. Das Know-how über die Produktion in der Bevölkerung, deren Bereitschaft als Arbeiter in die Fabriken zu gehen und ein niedrigeres Lohn- und Kostenniveau als in der Großstadt führte dazu, dass binnen kurzer Zeit mehrere große Fabriken gebaut wurden. 1928 wurde Groß-Siegharts zur Stadt erhoben.
Die damaligen Lebensbedingungen der Fabriksarbeiter waren gekennzeichnet durch wenig Lohn, lange Arbeitszeiten und keine Regelungen bei Krankheit oder Schwangerschaft. Das Museum zeigt die schwierigen Bedingungen der Arbeiter und Arbeiterinnen auf.
Während der beiden Weltkriege war dann die Produktion auf „kriegswichtige Güter“ beschränkt – in den Textilfabriken waren dies zum Beispiel Fallschirmseide oder Bänder für Gasmasken, die ebenfalls ausgestellt sind.
Bandwebeautomaten aus den 1970er und 1980er Jahren zeigen, dass die Produktion immer schneller und schneller wurde. Schließlich trug die Öffnung des Eisernen Vorhanges dazu bei, dass man in den östlichen Ländern wesentlich billiger produzieren konnte: Der Großteil der Firmen wanderte ab und von den in der Blütezeit ca. 3000 Arbeitsplätzen in Textilbetrieben der Region blieb nur ein kleiner Bruchteil übrig.